# كيث سميث (لاعب كرة قدم أمريكية)
كيث سميث (بالإنجليزية: Keith Smith)‏ هو لاعب كرة قدم أمريكية أمريكي، ولد في 20 مارس 1980 في ليسفيل في الولايات المتحدة.

## وصلات خارجية
- كيث سميث على موقع مرجع كرة القدم المحترفة.كوم (الإنجليزية)
- كيث سميث على موقع JustSportsStats.com (الإنجليزية)